# II ала астуров
II ала астуров (лат. Ala II Asturum) — вспомогательное подразделение армии Древнего Рима.
Данное подразделение было набрано из испанского народа астуров. Первоначально оно дислоцировалось в Иллирии, на что указывает военный диплом от 60 года. Затем ала непродолжительное время находилась в Паннонии. Она принимала участие в гражданской войне 69 года на стороне Веспасиана. Затем подразделение в течение определенного промежутка времени стояло лагерем на рейнской границе. В 71 или 72 году оно приняло участие в походе Квинта Петиллия Цериала в Британию и, по всей видимости, так там и осталось. Впервые ала упоминается в этой провинции в военном дипломе от 17 июля 122 года. Она дислоцировалась на тот момент в Бреметенаке. Около 180 года часть алы или она в полном составе служила в Паннонии. В итоге она стала лагерем в Килурне рядом с валом Адриана. В момент составления Notitia Dignitatum ала все ещё там находилась.